# Otakar Vočadlo
Otakar Vočadlo (2. října 1895, Klatovy – 24. ledna 1974, Praha) byl český pedagog, lingvista, anglista a slavista.

## Život
Narodil se v Klatovech na náměstí v domě č. 154, kde jej dosud připomíná pamětní deska. Jeho otec Vilém Vočadlo byl profesorem klatovského gymnasia, dědeček Jan Wočadlo (* 1830) byl v Praze oficiálem zemského soudu a na Vyšší dívčí škole vyučoval francouzštinu.
Po studiu na klatovském gymnáziu odešel do Prahy, kde v letech 1914–1921 vystudoval anglickou a slovanskou filologii a filozofii na filozofické fakultě Karlovy univerzity. 21. května 1921 obhájil disertační práci s titulem Anglická kritika shakespearská a Hamlet.
V letech 1922–1928 působil na Ústavu slovanských studií Londýnské univerzity. V letech 1933–1938 založil a budoval katedru anglistiky na Univerzitě Komenského v Bratislavě. Zde byl také jmenován profesorem anglického jazyka a literatury. Od roku 1939 přednášel na Univerzitě Karlově v Praze. Během II. světové války 1942–1945 byl vězněn v koncentračních táborech (Terezín, Osvětim, Buchenwald). V roce 1949 byl z politických důvodů z Univerzity Karlovy propuštěn a rehabilitace se dočkal až na sklonku života v roce 1968. Za svého života příležitostně přednášel také na řadě amerických univerzit, kde zdůrazňoval význam studií slavistiky. Byl důvěrným přítelem Karla Čapka a také jeho průvodcem po Anglii. Mezi jeho žáky patřil britský překladatel Čapkova díla Francis Petherick Marchant. Místem jeho posledního odpočinku se stala rodinná hrobka v Klatovech.

## Dílo
- Slovanská nesvornost. Jazykový separatismus u slovanů a jinde : o vzniku spisovných jazyků : slovanská jednota. Praha, nákladem revue Nové Čechy 1923.
- Anglická literatura XX. století (1901–1931). Praha, Aventinum 1932.
- Současná literatura Spojených států. Od zvolení presidenta Wilsona po velkou hospodářskou krisi. Praha, Jan Laichter 1934.
- Anglická literatura XX. století. Básníci doby poviktoriánské. Praha, Aventinum 1947.
- Anglické listy Karla Čapka. Praha, Academia 1975.
- komentáře k šestisvazkovému soubornému vydání díla W. Shakespeara v překladech J.V.Sládka, A.Klášterského a J.Vrchlického za pomoci Ludmily Vočadlové